# 卓球温泉
『卓球温泉』（たっきゅうおんせん）は、1998年に公開された日本映画。卓球のイベントで寂れた温泉街を復興しようとするコメディ映画。映画の影響から「温泉で卓球をする」のが流行し、卓球ブームを起こした。

## スタッフ
- 監督：山川元
- 製作総指揮：徳間康快
- 企画：池田哲也
- 製作：加藤博之、漆戸靖治、大野茂、五十嵐一弘
- プロデューサー：桝井省志、有重陽一
- 脚本：山川元
- 音楽プロデューサー：岩代太郎
- 主題歌：矢野顕子 「丘を越えて」

## キャスト
- 藤木園子：松坂慶子
- 浦乃かなえ：牧瀬里穂
- 高田公平：山中聡
- 内藤ディレクター：菅原大吉
- 岡田：大杉漣
- 高田千代子：久保田民絵
- 直哉：戸田昌宏
- ダンプの男：六平直政
- 弁天：ベンガル
- 政夫：上田耕一
- 政夫の妻：松本海希
- 鉄也：久保明
- 春さん：広岡由里子
- 番頭さん：左右田一平
- 藤木篤：ヨースケ（現・窪塚洋介）
- 大旦那：桜井センリ
- 藤木哲郎：蟹江敬三

## 撮影地
- 温泉街・長野県上田市別所温泉
- 旅館・長野県小県郡青木村田沢温泉「ますや旅館」、白骨温泉「白船荘 新宅旅館」